# Boden Hanson
Boden „Bo“ Joseph Hanson (* 7. August 1973 in Port Kembla) ist ein ehemaliger australischer Ruderer und dreifacher olympischer Medaillengewinner.

## Sportliche Karriere
Der 1,99 m große Hanson gewann 1991 im Vierer ohne Steuermann eine Silbermedaille bei den Junioren-Weltmeisterschaften. 1992 nahm er als Mitglied des australischen Achters an den Olympischen Spielen in Barcelona teil und belegte den fünften Platz. Im Jahr darauf ruderte er mit dem Achter auf den vierten Platz bei den Weltmeisterschaften 1993. 
1994 wechselte Hanson zum Skullrudern. Mit dem Doppelvierer erreichte er den vierten Platz bei den Weltmeisterschaften 1994 und den achten Platz 1995. 1996 gewann er bei den Olympischen Spielen in Atlanta zusammen mit Janusz Hooker, Duncan Free und Ronald Snook die Bronzemedaille hinter den Booten aus Deutschland und den Vereinigten Staaten.
Nach einem Jahr Pause kehrte Hanson 1998 als Mitglied des australischen Vierers ohne Steuermann zum Riemenrudern zurück. Bei den Weltmeisterschaften 1998 belegte er den vierten Platz. Im Jahr darauf gewannen Ben Dodwell, Geoffrey Stewart, Boden Hanson und James Stewart die Silbermedaille bei den Weltmeisterschaften 1999 hinter dem britischen Vierer und vor den Italienern. Bei den Olympischen Spielen 2000 in Sydney gewannen die Briten vor den Italienern, dahinter erhielten Stewart, Dodwell, Stewart und Hanson die Bronzemedaille. Vier Jahre später trat Hanson bei den Olympischen Spielen in Athen mit dem australischen Achter an und gewann seine dritte olympische Bronzemedaille.